# Figures de la presse marocaine
Cet article présente un panorama de l'ouvrage Figures de la presse marocaine, une analyse critique et un hommage aux grandes figures journalistiques du Maroc.

## Figures de la presse marocaine
Figures de la presse marocaine est un ouvrage publié en 2021 par la MAP (Agence Maghreb Arabe Presse) et écrit par Driss Ajbali, essayiste et journaliste marocain. Il met en lumière les personnalités qui ont marqué l'histoire de la presse au Maroc, tout en examinant les évolutions et les défis du secteur médiatique marocain dans un contexte de mutations sociopolitiques et numériques.

## Auteur
Driss Ajbali est un essayiste, journaliste et consultant en communication marocain. Il est l'auteur de plusieurs essais consacrés aux transformations socioculturelles et médiatiques du Maroc. Dans cet ouvrage, il retrace l'histoire de la presse marocaine, en mettant un accent particulier sur les contextes politique, social et économique ayant influencé le journalisme depuis l'indépendance.

## Contenu de l'ouvrage
L'ouvrage aborde plusieurs thématiques structurées autour de quatre grands axes :
- L’histoire de la presse au Maroc, depuis les premiers journaux jusqu’à l’ère numérique.
- Les défis professionnels et éthiques rencontrés par les journalistes dans un contexte souvent marqué par des tensions politiques et économiques.
- Une galerie de portraits incluant des figures historiques comme Mehdi Bennouna, fondateur de la MAP, ainsi que des personnalités contemporaines telles que Zineb El Rhazoui[3].
- Les mutations des médias marocains face à la mondialisation et à la transition numérique, avec une réflexion sur les opportunités et les risques qu’elle représente.

## Réception critique
Figures de la presse marocaine a été unanimement salué par la critique pour sa profondeur analytique et sa richesse documentaire. 
- Le Matin a souligné la diversité des personnalités évoquées et la rigueur historique de l’auteur[1].
- Le360 a qualifié l’ouvrage de "repère essentiel pour comprendre les mutations médiatiques marocaines". Le média a également noté que l’ouvrage suscite des réactions variées :  "Or, si les uns se félicitent de faire partie de ceux dont l’auteur dresse un portrait élogieux, d’autres, absents, expriment leur mécontentement et leur incompréhension, quand certains s’offusquent d’y être critiqués. Ce mélange de louanges et de controverses illustre l’impact profond de cet ouvrage sur le milieu journalistique marocain et témoigne de l’approche équilibrée de l’auteur, entre hommage et critique constructive"[3].
- Jeune Afrique a particulièrement apprécié l’équilibre entre hommage et regard critique porté sur les figures de la presse marocaine[4].
- L’Économiste a mis en avant la diversité des profils évoqués dans l’ouvrage, en écrivant : "Journalistes de la presse écrite, mais également de la télévision et de la radio et de l’Agence marocaine de presse, une grande partie de ceux qui ont marqué le paysage médiatique et de la presse marocaine depuis l’indépendance trouvent une place dans cette publication, il faut le reconnaître, première. À commencer par les pionniers de la presse partisane ou engagée à l’instar d’un Abdelkrim Ghallab, Mohamed Bahi, Mohammed Achaari, Omar Benjelloun, Zakya Daoud ou encore Khalid Jamai. On y retrouve également ceux qui ont façonné le visage de la presse indépendante tels que Abdelmounaim Dilami, Nadia Salah ou Fahd Yata et enfin ceux qui font la presse aujourd’hui parmi lesquels on peut citer Mohamed Benabid, rédacteur en chef de L'Économiste, ou encore Hamid Jmahri, directeur de publication d’Al Ittihad al Ichtiraki et membre dirigeant de l’USFP."[5].

## Présentations publiques
L’ouvrage a été présenté dans plusieurs villes du Maroc lors d’événements réunissant des professionnels des médias et des chercheurs :
- À Rabat, lors d’une cérémonie organisée par la MAP, qui a mis en avant l’importance historique de cette publication[1].
- À Casablanca, où des débats sur l’avenir du journalisme au Maroc ont été suscités par sa présentation[6].